# Polystachya rhodoptera
Polystachya rhodoptera är en orkidéart som beskrevs av Heinrich Gustav Reichenbach. Polystachya rhodoptera ingår i släktet Polystachya och familjen orkidéer. Inga underarter finns listade i Catalogue of Life.